# Ludwik Inlender
Ludwik Inlender (ur. 22 listopada 1849 w Buczaczu, zm. 1900 we Lwowie) – wyższy urzędnik kolejowy, działacz socjalistyczny. Brat Adolfa Inlendera.

## Życiorys
Był działaczem socjalistycznym, który współpracował z Bolesławem Limanowskim. Współtworzył lwowski Komitet socjalistyczny, który przekształcił się w komitet redakcyjny dwutygodnika „Praca”. Od października 1878 rozpoczął współpracę w Bolesławem Czerwińskim, który zastąpił Limanowskiego. Przebywając w środowiskach robotniczych zbierał materiały, które pozwoliły mu stworzyć projekt pierwszego programu socjalnego minimum dotyczącego oczekiwań robotników. Program ogłoszony w 1879 zakładał m.in. wprowadzenie wolności zarobkowania, możliwości zakładania organizacji typu związkowego, wprowadzenia max. 10 godzinnego dnia pracy dla dorosłych, 8 godzinnego dla robotników w wieku 14–18 lat i 6 godzin dla młodszych. Rok później współtworzył drugi program, który zakładał również wytyczne do założenia partii robotniczej. Mimo trudności program Inlendera i Czerwińskiego wydano w 1881 w Genewie pod tytułem Program galicyjskiej partii robotniczej. We Lwowie był znanym bibliofilem, jego zbiory liczyły kilka tysięcy książek o tematyce ekonomicznej i społecznej. Był bratem Adolfa Inlendera (1854–1920), który również był działaczem socjalistycznym.
Ludwik Inlender zmarł w 1900 we Lwowie i został pochowany na Cmentarzu Łyczakowskim.
W wielu publikacjach nazwisko Ludwika Inlendera zniekształcono, nadając mu brzmienie „Inleander”.